# Gregor Braun
Gregor Braun (Neustadt, 31 december 1955) is een voormalig Duits wielrenner. Hij was beroepsrenner van 1977 tot en met 1989. Braun was een uitstekend baanrenner. Hij won goud in de Olympische Spelen van 1976 in Montreal in de individuele achtervolging en in de ploegenachtervolging en won, naast twee wereldtitels op de individuele achtervolging bij de beroepsrenners, 11 (Duitse) zesdaagses op een totaal van 44 starts.
Op de weg bleek Braun een renner om rekening mee te houden door naast een aantal kleine etappewedstrijden en enkele semi-klassiekers, een rit in de Ronde van Italië te winnen en driemaal nationaal kampioen op de weg te worden. 

## Belangrijkste overwinningen
1976
- Olympisch kampioen individuele achtervolging
- Olympisch kampioen ploegenachtervolging (met Peter Vonhof, Hans Lutz en Günther Schumacher)

1977
- Wereldkampioenschap individuele achtervolging

1978
- Rund um den Henninger-Turm
- Duits kampioenschap op de weg
- Wereldkampioenschap individuele achtervolging
- Zesdaagse van München (met Patrick Sercu)

1979
- 2e etappe (deel A) Ronde van Indre en Loire
- Eindklassement Ronde van Indre en Loire
- Europees Kampioenschap koppelkoers (met Patrick Sercu)
- Zesdaagse van Keulen (met Patrick Sercu)
- Zesdaagse van Frankfurt (met Rene Pijnen)

1980
- Ronde van Duitsland
- Eindklassement Ronde van Sardinië
- Duits kampioenschap op de weg
- Zesdaagse van Berlijn (met Patrick Sercu)
- Zesdaagse van Dortmund (met Patrick Sercu)
- Zesdaagse van Frankfurt (met René Pijnen)

1981
- Milaan-Vignola
- Tre Valli Varesine
- Zesdaagse van Bremen (met René Pijnen)
- Zesdaagse van Berlijn (met Dietrich Thurau)
- Zesdaagse van Frankfurt (met Dietrich Thurau)
- Flèche Hesbignonne-Cras Avernas

1982
- Kuurne-Brussel-Kuurne
- 5e etappe Tirreno-Adriatico

1983
- Eindklassement Ronde van Sardinië
- 14e etappe Ronde van Italië
- Duits kampioenschap op de weg
- Zesdaagse van Bremen (met René Pijnen)

1984
- Zesdaagse van Stuttgart (met Gert Frank)

## Resultaten in voornaamste wedstrijden
| Jaar | Ronde van Italië | Ronde van Frankrijk | Ronde van Spanje |
| ---- | ---------------- | ------------------- | ---------------- |
| 1977 |                  |                     |                  |
| 1978 |                  |                     |                  |
| 1979 | 39e              |                     |                  |
| 1980 | 22e              |                     |                  |
| 1981 | buiten tijd      |                     |                  |
| 1982 |                  | opgave              |                  |
| 1983 | 76e (1)          |                     |                  |
| 1984 |                  |                     |                  |
| 1985 | 127e             |                     |                  |
| 1986 | opgave           |                     |                  |
| 1987 |                  |                     | opgave           |

| Jaar | Milaan-San Remo | Gent-Wevelgem | Ronde van Vlaanderen | Parijs-Roubaix | Amstel Gold Race | Luik-Bast.‑Luik | Ronde van Lombardije | Rund um den Henninger-Turm | Parijs-Brussel | Kuurne-Brussel-Kuurne |  | WK op de weg |  | Wereldranglijsten |
| ---- | --------------- | ------------- | -------------------- | -------------- | ---------------- | --------------- | -------------------- | -------------------------- | -------------- | --------------------- |  | ------------ |  | ----------------- |
| 1977 |                 |               |                      | 38e            |                  |                 | 23e                  | 10e                        | 15e            |                       |  |              |  |                   |
| 1978 |                 |               | ↑                    | 18e            | 7e               | 48e             |                      |                            |                |                       |  |              |  | 16e (SPP)         |
| 1979 | 75e             | 21e           | 31e                  | 45e            |                  |                 |                      |                            |                |                       |  | 12e          |  | 41e (SPP)         |
| 1980 | 24e             |               |                      |                |                  |                 |                      | 27e                        |                |                       |  |              |  |                   |
| 1981 |                 | 4e            | 35e                  | 23e            |                  |                 |                      |                            |                |                       |  | 31e          |  |                   |
| 1982 | 26e             | 10e           |                      | ↑              | ↑                |                 |                      |                            | 5e             | Goud                  |  | 24e          |  | 25e (SPP)         |
| 1983 | 56e             | 6e            | 26e                  |                | 33e              |                 |                      |                            |                |                       |  |              |  |                   |
| 1984 |                 |               | 7e                   | 5e             |                  |                 |                      |                            |                |                       |  |              |  |                   |
| 1985 |                 |               |                      |                |                  |                 |                      |                            |                |                       |  |              |  |                   |
| 1986 |                 |               |                      |                |                  |                 |                      |                            |                |                       |  |              |  |                   |
| 1987 |                 |               |                      |                |                  |                 |                      |                            |                |                       |  |              |  |                   |

1964: Jiří Daler ·
1968: Daniel Rébillard ·
1972: Knut Knudsen ·
1976: Gregor Braun ·
1980: Robert Dill-Bundi ·
1984: Steve Hegg ·
1988: Gintautas Oemaras ·
1992: Chris Boardman ·
1996: Andrea Collinelli ·
2000: Robert Bartko ·
2004: Bradley Wiggins ·
2008: Bradley Wiggins
1908: Jones, Kingsbury, Meredith, Payne ·
1920: Magnani, Carli, Ferrario, Giorgetti ·
1924: De Martini, Dinale, Menegazzi, Zucchetti ·
1928: Facciani, Gaioni, Lusiani, Tasselli ·
1932: Pedretti, Borsari, Cimatti, Ghilardi ·
1936: Nizerhy, Charpentier, Goujon, Lapébie ·
1948: Decanali, Adam, Blusson, Coste ·
1952: Morettini, Campana, de Rossi, Messina ·
1956: Gasparella, Domenicali, Faggin, Gandini ·
1960: Vigna, Arienti, Testa, Vallotto ·
1964: Streng, Claesges, Henrichs, Link ·
1968: Lyngemark, Olsen, Asmussen, Jensen ·
1972: Schumacher, Colombo, Haritz, Hempel ·
1976: Vonhof, Braun, Lutz, Schumacher ·
1980: Manakov, Movtsjan, Ossokin, Petrakov ·
1984: Grenda, Turtur, Nichols, Woods ·
1988: Jekimov, Kasputis, Neljoebin, Oemaras ·
1992: Fulst, Glöckner, Lehmann, Steinweg ·
1996: Capelle, Ermenault, Monin, Moreau ·
2000: Fulst, Bartko, Becke, Lehmann ·
2004: Brown, McGee, Lancaster, Roberts ·
2008: Clancy, Manning, Thomas, Wiggins · 
2012: Burke, Clancy, Kennaugh, Thomas · 
2016: Burke, Clancy, Doull, Wiggins · 
2020: Consonni, Ganna, Lamon, Milan · 
2024:  Bleddyn, Welsford, Leahy, O'Brien
Wielerploegen van Gregor Braun
Béon ·
Bourreau ·
Braun ·
Campaner ·
J-L. Danguillaume ·
J-P. Danguillaume ·
Dard ·
Delépine ·
Duclos-Lassalle ·
Esclassan ·
Groen ·
Hézard ·
Küster ·
Laurent ·
Linard ·
Ovion ·
Sibille · 
Simonnot ·
Talbourdet ·
Thévenet ·
Toso ·
Tschan ·
Vandenbroucke
Béon ·
Bourreau ·
Braun ·
Campaner ·
J-L. Danguillaume ·
J-P. Danguillaume ·
Delépine ·
Duclos-Lassalle ·
Esclassan ·
Hézard ·
Laurent ·
Linard ·
Ovion ·
Rosiers ·
Sibille · 
Thévenet ·
Vandenbroucke
Bossis ·
Bourreau ·
Braun ·
Brun ·
De Cauwer ·
Delépine ·
Duclos-Lassalle ·
Esclassan ·
Hézard ·
Jones ·
Kuiper ·
Laurent ·
Legeay ·
Linard ·
Ovion ·
Perret · 
Sibille ·
Simon · 
Thévenet ·
Tinazzi ·
Van Heerden · 
Vandenbroucke
Alban ·
Arnaud ·
Barrault ·
Beau ·
Biondi ·
Bondue ·
Braun ·
Campion ·
De Wilde ·
Delaurier ·
Le Bon ·
Levavasseur ·
Roche ·
Sherwen ·
J. Simon ·
R. Simon ·
Van Den Haute ·
Vandenbroucke ·
Vanoverschelde
Baffi ·
Braun · 
Contini ·
Giovannetti ·
Panizza ·
Petito · 
Pozzi ·
Salvador ·
Salvietti ·
Van Calster · 
Vanotti
Alberts · Beneke · Braun · Bruyere · Castaing · Colyn · De Wolf · Dekeukelaere · Demol · D'Hont · Dierickx · Dorgelo · Durant · Easton · Engelbrecht · Galvez · Lameire · Matt · Mullan · Onnockx · Salomon · Scharmin · Tackaert · Van den Branden · Van Den Haute · van der Hulst · Van Hoof · Van Voren · Verplancke · Versluys · Wallays · Wayenberg · Whitesel